# Mecostibus leprosus
Mecostibus leprosus är en insektsart som beskrevs av Karsch 1896. Mecostibus leprosus ingår i släktet Mecostibus och familjen Lentulidae. Inga underarter finns listade i Catalogue of Life.